# Big Joe Turner
Big Joe Turner, all'anagrafe Joseph Vernon Turner Jr. (Kansas City, 18 maggio 1911 – Inglewood, 24 novembre 1985), è stato un cantante statunitense.

## Carriera
Anche se giunse al grande successo solo negli anni cinquanta con le sue pionieristiche registrazioni rock and roll, la carriera di Turner si articola dagli anni venti agli anni ottanta.
Conosciuto come il boss del Blues e Big Joe Turner, Turner nacque a Kansas City e scoprì il proprio amore per la musica frequentando la chiesa. Il padre morì in un incidente ferroviario quando Joe aveva solo quattro anni. Ben presto Turner cominciò a cantare per strada e, all'età di 14 anni, lasciò la scuola per lavorare nel mondo dei club di Kansas City, dapprima come cuoco e poi come cantante-barista. Lavorò in locali quali il Kingfish Club e il Sunset, dove si esibì con il compagno pianista Pete Johnson.
La sua collaborazione con il pianista di boogie-woogie Pete Johnson si rivelò fruttuosa. I due andarono a New York nel 1936, dove si esibirono con Benny Goodman. Turner disse in seguito: "Dopo il nostro show con Goodman sostenemmo diverse audizioni, ma New York non era ancora pronta per noi, così tornammo a Kansas City."
Alla fine, nel 1938, Turner e Johnson furono scoperti da John Hammond, che li invitò a prendere parte ad uno dei suoi concerti From Spirituals to Swing, al Carnegie Hall di New York. Questo concerto fu determinante per far conoscere il jazz e il blues ad un pubblico sempre più ampio.
Nel 1939 Turner, assieme ai musicisti Albert Ammons e Meade Lux Lewis, cominciò ad esibirsi nel club Café Society di New York, dove apparirono sullo stesso palco di Billie Holiday e della band di Frank Newton.
Nel 1941 Turner si spostò a Los Angeles, dove recitò in Jump for Joy, un musical di Duke Ellington. La sua parte era quella di un poliziotto-cantante, in uno sketch chiamato He's on the Beat. Nel 1945 aprì a Los Angeles il proprio locale, "The Blue Moon Club".
Turner partecipò a molti dischi, oltre che con Pete Johnson, anche con i pianisti Art Tatum e Sammy Price e con vari gruppi jazz.
Molti sono i grandi successi firmati da Turner fino agli anni sessanta: Chains of Love, Sweet Sixteen e la fortunata canzone del 1954, Shake, Rattle and Roll.
Negli anni sessanta e settanta Turner abbandonò la musica popolare, per tornare alle proprie origini di cantante jazz. In questi anni lavorò anche con il pianista tedesco Axel Zwingenberger.
Negli anni Turner ebbe numerosi riconoscimenti ufficiali: dall'Esquire magazine award come voce maschile nel 1945, al Melody Maker award come migliore "nuova" voce nel 1956, al British Jazz Journal award come miglior voce maschile nel 1965.
Nel 1983 Turner fu incluso nella Blues Hall of Fame.
Morì di infarto a Inglewood, in California, nel novembre del 1985, a settantaquattro anni. 
Fu incluso nella Rock and Roll Hall of Fame nel 1987.